# アヴェンジャー (小説)
『アヴェンジャー』は、フレデリック・フォーサイスの小説。2003年にイギリスで刊行された。日本語版は篠原慎の翻訳により2004年8月に角川書店から刊行された。

## あらすじ
ベトナムの勇士、キャル・デクスター弁護士は、娘をヒスパニア系暴力団に殺された。キャルは、偽造パスポートでパナマに潜り込み、暴力団のボスを殺害した。その後は、国外に逃亡した殺人犯の探索を裏家業とする。
今回の依頼は、アメリカ人のリッキー・コレンソを殺害した犯人の探索と身柄拘束である。リッキーは、ボランティアでボスニアへ行き、そこでセルビアの民兵組織に殺害された。キャルは民兵組織のボスのゾラン・ジリチの行方を追い、南アメリカのサン・マルティン共和国（フォーサイスの創作による架空の国）の要塞に隠れ住んでいる事を突き止める。キャルはこの要塞への侵入計画を綿密に立てていく。一方、ウサマ・ビン・ラディンの殺害を計画しているCIAの高官ポール・デヴローは、ウサマ・ビン・ラディンの居場所を知る手がかりを持っているゾラン・ジリチを守るため、キャルの要塞への侵入を妨害しようとする。
CIAの追及を逃れたキャルは要塞に侵入し、ゾラン・ジリチが自家用ジェット機で逃げるように仕向ける。そのジェット機をハイジャックしたキャルは、アメリカのキーウェスト国際空港に強制着陸させ、ゾラン・ジリチの身柄をアメリカ司法に引き渡す。ゾラン・ジリチの身柄拘束のニュースが新聞に掲載された翌日、2001年9月11日のアメリカ同時多発テロ事件が勃発する。

## 登場人物
キャルヴィン（キャル）・デクスター
弁護士。裏家業として「人狩り」を請負う。コードネーム：アヴェンジャー。ベトナム戦争当時、特殊部隊「トンネルのネズミ」に所属していた。その時の通称はモグラ。左の前腕に雌ネズミの刺青がある。
アンジェロ・デクスター（マロッツィ）
イタリア系アメリカ人。キャル・デクスターの妻。
アマンダ・ジェーン・デクスター
キャル・デクスターの娘。
エミリオ・ゴンザレス
アマンダの恋人。実はヒスパニア系暴力団の団員。
ネズミ6号
特殊部隊「トンネルのネズミ」のキャル・デクスターの上司。通称：アナグマ。左の前腕に雌ネズミの刺青がある。
リッキー・コレンソ
20歳。アメリカ人。ハーバード大学の学生。ボスニアへボランティアに赴く。
アニー・コレンソ
リッキー・コレンソの母。
スティーヴ・エドモンド
アニー・コレンソの父。リッキーの祖父。カナダ財界の大立者。
ジーン・シール
スティーヴ・エドモンドの私設秘書。
ピーター・ルーカス
米上院議員。スティーヴ・エドモンドの戦友。元OSSに所属。
ジョン・スラック
リッキーを雇い入れた慈善団体「神のパン」のスタッフ。
ファディル・スレイマン
ボスニア人。イスラム教徒。リッキーを雇い入れた慈善団体のスタッフ。英語がどうにかしゃべれる。
グエン・ヴァン・チャン夫婦
ベトナム人。夫は元ベトコンの少佐。偽造書類作成の達人。
ワシントン・リー
18歳、ハッキングで起訴された黒人青年。キャルの尽力で、イースト・リバー銀行に就職。32歳、コンピューターソフトのコンサルタント会社社長。
ベンヤミン・マデロ
ヒスパニア系暴力団のボス。
フィル・グレーシー
「事故管理社」の通称：追跡屋。SASの元尉官。
ドラガン・ストイチ
セルビアの首都ベオグラードで探偵事務所を経営。警察の元高官。
スロボダン・ミロシェヴィチ
セルビアの政治家。独裁者。セルビア民族主義を国民に扇動し、利用した。
ゾラン・ジリチ
セルビア人。ミロシェヴィチに仕える。民兵組織「ゾランの狼」の隊長。国を出て、サン・マルティン共和国の要塞に隠れ住んでいる。
クラチ
旧ユーゴ時代からのジリチのボディガード。
ミラン・ラヤク
セルビア共和国の法科大学院学生。民兵に所属したため、リッキーの虐殺に加担。
シュレチコ・ペトロヴィチ
ユーゴ人の駆け出しライター。ゾラン・ジリチの記事を企画。
コリン・フレミング
FBI副長官。
ポール・デヴロー三世
CIAテロ対策の指揮官。プロジェクト・ペリグリン担当。
ケヴィン・マクブライド
CIA捜査官。デヴローの部下。
ムニョス大統領
サン・マルティン共和国の独裁者。
ヘルマン・モレーノ大佐
サン・マルティン共和国秘密警察のボス。
ファン・レンスベルヒ少佐
南アフリカ人。ジリチの要塞の警備隊長。
ステパノヴィチ
ジリチの自家用ジェット機の操縦士。元ユーゴスラヴィア空軍の戦闘機パイロット。

## 用語
ムスリム
イスラム教の教徒の事。
ベトコン
南ベトナム解放民族戦線。反サイゴン政権・アメリカ・反帝国主義を標榜する統一戦線組織。
特殊部隊「トンネルのネズミ」
北ベトナム軍の地下トンネルを探る地下道探検要員。
事故管理社
「資産保護」「身辺保護」「所在調査と現状回復」の三つの業務を請け負う。
ムジャヒディン
イスラム教の大義にのっとったジハード（聖戦）に参加する戦士たちのことを指す。
ICMP
行方不明者を捜索する国際委員会。
OSS
戦略情報事務局。第二次世界大戦中のアメリカ軍の特務機関で、諜報機関。その後のCIAの前身。
UBL
ウサマ・ビン・ラディンの呼称。アルカイダの指導者。
サン・マルティン共和国
南アメリカ大陸北側のスリナムとフランス領ギアナの間にあるフォーサイスの創作による架空の国。